# Tonight I'm Yours
Albums de Rod Stewart
Foolish Behaviour
(1980) Absolutely Live
(1982)
Tonight I'm Yours est le onzième album studio du chanteur britannique Rod Stewart, sorti le 6 novembre 1981.
Avec cet album, Rod Stewart donne à sa musique des sonorités new wave en vogue au début des années 1980.
Parmi les chansons extraites en singles, Tonight I'm Yours (Don't Hurt Me) et surtout Young Turks (en) connaissent un succès international (no 2 au Canada pour les deux titres,, 5e dans le Billboard Hot 100 aux États-Unis et dans le Top 20 de plusieurs pays pour Young Turks,,).
L'album contient trois reprises: How Long du groupe Ace, Tear It Up de Johnny Burnette et Just Like a Woman de Bob Dylan.
La chanson clôturant le disque, Never Give Up on a Dream, est dédiée à l'athlète canadien Terry Fox, célèbre pour avoir accompli le Marathon de l'espoir en 1980.

## Liste des titres
| 1. | Tonight I'm Yours (Don't Hurt Me)    | - Rod Stewart - Jim Cregan - Kevin Savigar            | 4:09 |
| 2. | How Long                             | Paul Carrack                                          | 4:12 |
| 3. | Tora, Tora, Tora (Out With the Boys) | Stewart                                               | 4:29 |
| 4. | Tear It Up                           | - Dorsey Burnette - Johnny Burnette - David Burlinson | 2:29 |
| 5. | Only a Boy                           | - Stewart - Cregan - Savigar                          | 4:09 |

| 6.  | Just Like a Woman        | Bob Dylan                                              | 3:55 |
| 7.  | Jealous                  | - Stewart - Carmine Appice - Jay Davis - Danny Johnson | 4:30 |
| 8.  | Sonny                    | - Stewart - Cregan - Savigar - Bernie Taupin           | 4:01 |
| 9.  | Young Turks (en)         | - Stewart - Appice - Savigar - Duane Hitchings         | 5:04 |
| 10. | Never Give Up on a Dream | - Stewart - Cregan - Taupin                            | 4:20 |

## Classements hebdomadaires
| Classement (1981-1982)        | Meilleure place |
| ----------------------------- | --------------- |
| Allemagne (Media Control AG)  | 42              |
| Canada (RPM Top Albums)       | 1               |
| États-Unis (Billboard 200)    | 11              |
| Norvège (VG-lista)            | 20              |
| Nouvelle-Zélande (RIANZ)      | 4               |
| Pays-Bas (Mega Album Top 100) | 12              |
| Royaume-Uni (UK Albums Chart) | 8               |
| Suède (Sverigetopplistan)     | 2               |

## Certifications
| Pays                  | Certification | Unités certifiées |
| --------------------- | ------------- | ----------------- |
| Canada (Music Canada) | 2 × Platine   | 200 000           |
| États-Unis (RIAA)     | Platine       | 1 000 000         |
| Royaume-Uni (BPI)     | Or            | 100 000           |